# Tori Franklin
Tori Franklin (* 7. Oktober 1992 in Westmont) ist eine US-amerikanische Leichtathletin, die sich auf den Dreisprung spezialisiert hat.

## Sportliche Laufbahn
Erste internationale Erfahrungen sammelte Tori Franklin bei den U23-Panamerikanischen-Meisterschaften 2014 in Kamloops, bei denen sie mit einer Weite von 13,42 m siegte. Anschließend wurde sie beim Panamerikanischen Sportfestival in Mexiko-Stadt mit 13,49 m Fünfte. 2017 nahm sie erstmals an den Weltmeisterschaften in London teil, bei denen sie aber mit 14,03 m in der Qualifikation ausschied. 2018 wurde sie bei den Hallenweltmeisterschaften in Birmingham mit 14,03 m Achte und gewann bei den NACAC-Meisterschaften in Toronto mit 14,09 m die Silbermedaille hinter der Jamaikanerin Shanieka Ricketts. Anschließend wurde sie beim Continental-Cup in Ostrava mit 14,27 m Fünfte. 2019 gelangte sie bei den Weltmeisterschaften in Doha bis in die Qualifikation, in dem sie mit 14,08 m auf Rang neun gelangte. 2021 siegte sie mit 14,10 m beim USATF Grand Prix und nahm im August an den Olympischen Spielen in Tokio teil und schied dort mit 13,68 m in der Qualifikationsrunde aus. Im Jahr darauf gelangte sie bei den Hallenweltmeisterschaften in Belgrad mit 13,89 m auf Rang 13. Im Juli gewann sie bei den Weltmeisterschaften in Eugene mit 14,72 m im Finale die Bronzemedaille hinter der Venezolanerin Yulimar Rojas und Shanieka Ricketts aus Jamaika. Daraufhin wurde sie beim Herculis mit 14,86 m Dritte. 2023 erreichte sie bei den Weltmeisterschaften in Budapest erneut das Finale, konnte dort verletzungsbedingt aber nicht an den Start gehen. Im Jahr darauf schied sie bei den Olympischen Sommerspielen in Paris mit 14,02 m in der Qualifikationsrunde aus.
2023 wurde Frankling US-amerikanische Meisterin im Dreisprung im Freien sowie 2017, 2018 und 2020 in der Halle.

## Persönliche Bestleistungen
- Weitsprung: 6,22 m (+2,0 m/s), 20. April 2019 in Torrance
- Dreisprung: 14,86 m (+0,5 m/s), 10. August 2022 in Monaco